# Neotrichus afoveicollis
Neotrichus afoveicollis is een keversoort uit de familie somberkevers (Zopheridae). De wetenschappelijke naam van de soort werd in 2003 gepubliceerd door Pal.